# Westvoorne
Westvoorne este o comună în provincia Olanda de Sud, Țările de Jos. 

## Localități componente
Oostvoorne, Rockanje, Tinte.